# Rucher d'Inzerki
Grand rucher d'Inzerki
Le rucher d'Inzerki ou grand rucher d'Inzerki (en berbère : Taddart Ugerram ou Taddart n Inzerki) est un rucher collectif traditionnel - ensemble de ruches partagées - situé dans le douar (village) berbérophone d'Inzerki dans la région du Souss dans le Haut-Atlas occidental, au Sud-Ouest du Maroc, dans la commune d'Argana dans l'Ouest de la province de Taroudant.

## Dénominations et étymologie
En berbère du Souss, le rucher d'Inzerki est appelé Taddart Ugerram, Taddart Ugᵒerram, Taddart u Gerram (littéralement : le rucher du Saint) ou Taddart n Inzerki (littéralement : le rucher d'Inzerki), ou encore dans sa forme longue taddart ugerram n Inzerki (« le rucher du saint d'Inzerki ») ou Taddart n Inzrki.
Le nom du rucher d'Inzerki est parfois écrit « Taddart Ouguerram » ou « Taddart ou Guerram », francisation de l'appellation berbère.

## Histoire
La pratique de l'apiculture est très ancienne dans le monde berbère, dans le Souss et dans le Sud marocain.
L'histoire du rucher d'Inzerki remonterait à 1850, faisant de ce site le plus ancien[réf. nécessaire] et le plus grand rucher collectif traditionnel au monde encore debout. Situé dans le sud-ouest du Maroc, ce rucher est implanté au cœur de la Réserve de biosphère de l'arganeraie, une zone protégée par l'UNESCO[réf. souhaitée].
Le rucher représente un patrimoine naturel légué par les ancêtres dont chaque famille a hérité d’une case contenant un certain nombre de ruches traditionnelles.

## Caractéristiques et aménagement
Le rucher est partagé par des tribus et familles chleuhes soussies de la région habitant le village d'Inzerki et les alentours, ou leurs héritiers.
Il est situé à une altitude moyenne de 980 m. Il est orienté au sud pour un ensoleillement maximum.
En 2018, le rucher d'Inzerki compte environ 3 000 tizghatines (casiers).
En 2022, le rucher d’Inzerki comptait plus de 4 180 ruches appartenant aux familles de la région.
Il est construit à flanc de colline, pisé, en terre et en bois.
Dans ces ruchers construits, chaque casier (tizghit) contient une sla, et l’ensemble des casiers (tizghatine) forment la taddart. Chaque tizghit mesure environ un mètre de profondeur, 70 cm de large pour 25 à 30 cm de haut. Une planche de taille égale est prévue pour obstruer toute la façade une fois que la sla est pleine et la colonie prête à produire. Chaque entrée est décalée avec celle du dessous et d’à côté de manière à éviter les conflits entre colonie.
Parmi les différentes sortes de miels produits dans la région du Souss (miels d'arganier, de jujubiers, de chardons, d'euphorbes, de figuier de barbarie, de thym…), le rucher d'Inzerki produit principalement[réf. nécessaire] du miel de thym, tazuknit, très prisé dans le terroir local de la vallée, mais qui caractérise aussi tout le Haut Atlas occidental.
Le choix de l’emplacement n’est pas fortuit et aurait été déterminé par la présence de nombreuses plantes mellifères comprenant particulièrement les arganiers, les amandiers, les palmiers, les dattiers, la lavande et diverses sortes de thym.
Le rucher d'Inzerki est saisonnier, du fait des contraintes variées auxquelles l'agriculteur s'est adapté pour augmenter ses différentes productions,.
Le rucher d'Inzerki possède une double originalité qui lui confère un statut de terroir particulier : le mouvement des ruches entre le bas de la vallée et les zones d'altitude et la combinaison, corrélée à une transhumance, entre ruchers individuels.
La conduite des ruchers suit le rythme des activités agricoles et des saisonnalités de la flore mellifère.
En soussi (tasusit), le dialecte berbère local, un rucher est dit taddart ou tagrurt (tagrourt), la ruche ssild ou ssilt (ruche cylindrique, dite jbeh ou slal en arabe,, le casier tizɣit (tizghit), au pluriel tizɣatin (tizghatin, tizghatine), l'abeille tazzwit, au pluriel tizzwa, le miel tament ou tamment, la reine tagellidt, tagellitt ou agellid (roi, terme masculin), un essaim d'abeilles est dit agᵒlif, agʷlif ou agulif.

## Maintien
L'édification et le maintien de cette taddart collective nécessite un investissement considérable, et sa gestion nécessite d'autres savoir que ceux dévolus à la conduite d'un rucher individuel et la cohésion sociale y est indispensable.

## Restauration, risques climatiques, fragilité du lieu et projets
Le rucher d'Inzerki est restauré en 1980, puis en 2006 par l'USAID dans le cadre du développement du tourisme rural.
Il avait fait déjà l’objet de rénovation tout d’abord en 1980 avec l’aide d’une association française et par la suite en 1996 avec le soutien de l’Unesco.
Le rucher a fonctionné jusqu'aux crues violentes de 1990 et 1996 qui lors des intempéries ont fait s'écrouler plusieurs compartiments. Ce phénomène conjugué à la sécheresse engendrant la dégradation de la flore a causé la transhumance des apiculteurs et de leurs colonies d’abeilles ailleurs, entraînant le délaissement du rucher pendant des décennies.
Après l’amélioration de la pluviométrie des dernières années dans la région, générant un fleurissement de la végétation, les apiculteurs ont envisagé de réinstaller leurs ruches sur place.
Une coopérative est en cours de création pour la réhabilitation du rucher.
L'apiculture moderne s'est bien développée ces dernières années au Maroc, mais il est question de pérenniser à travers la réhabilitation de cette structure, les techniques artisanales et ancestrales en la matière. Il s’agit aussi de préserver à travers ce rucher d’un autre temps, une richesse culturelle. Un patrimoine basé sur le collectivisme, porteur des prémices économiques et sociales qui ont poussé les tribus berbères du sud du Maroc à bâtir des agadirs (greniers collectifs) pour protéger leurs existences, leurs récoltes et les abeilles des incursions des tribus voisines et de la convoitise des voleurs. Afin de mener à bien ces objectifs, une ONG a été créée.
Depuis sa mise en place, l’association Igounane Igounane-Inzerki pour le développement et la coopération s’active à instaurer un climat de confiance parmi les habitants afin de les aider à dépasser le cadre individuel qui sévit actuellement et d’accepter la création de structures de développement durable. Parallèlement, avec le soutien de la commune rurale d’Argana, les infrastructures de base (électricité, eau potable…) ont été posées. Il est question aussi d’accompagner la réhabilitation du rucher par l’implantation d’une maison du miel dans la commune d’Argana. Divers projets sont actuellement en gestation.
Un projet de labellisation du miel d’Inzerki est au programme dans le cadre du projet d’intensification et de valorisation de la production du miel à Ida Outannane.

## Importance culturelle, mythe, symbolisme et tradition
La cohésion sociale que nécessite cette taddart (rucher) collective est renforcée dans la tradition, les croyances et les coutumes locales par des mythes, des hommages et des dons,.